# Herman Bang
Herman Joachim Bang (Asserballe, Schleswig, 20 de abril de 1857 – Ogden, Utah, 29 de janeiro de 1912) foi um escritor dinamarquês, um dos homens do Avanço Moderno, um forte movimento do naturalismo e discussão da literatura da Escandinávia, que substituiu o romantismo perto do final do século XIX.

## Biografia

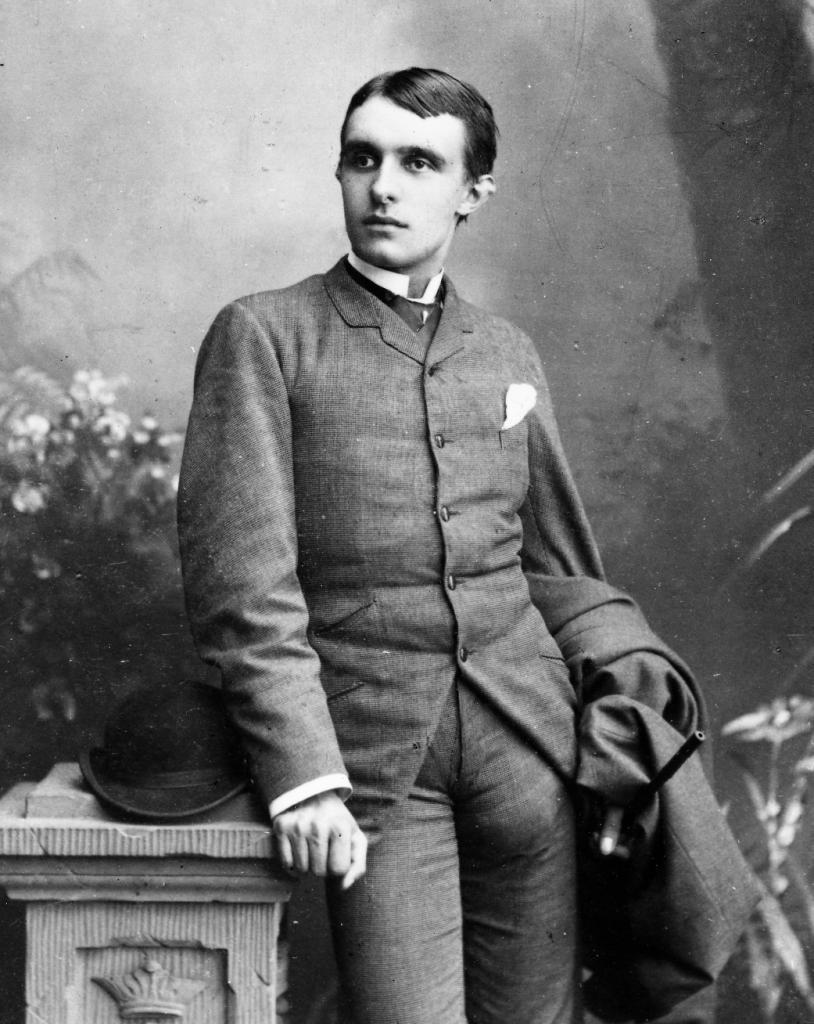
Herman Bang em sua juventude.

Bang nasceu em Asserballe, na pequena ilha dinamarquesa de Als, filho de um vigário do sul da Jutlândia (um parente de N. F. S. Grundtvig). Sua história familiar foi marcada por insanidades e doenças. Seu avô paterno às vezes atuava como uma figura paterna e impressionou seu neto com histórias de seus supostos laços familiares com o histórico clã Hvide.
Quando Bang tinha vinte anos, publicou dois volumes de ensaios críticos sobre o movimento realista. Em 1880 publicou seu romance Haabløse Slægter (Famílias Sem Esperança), que despertou imediata atenção. O personagem principal era um jovem que tinha um relacionamento com uma mulher mais velha. O livro foi considerado obsceno na época e foi banido. Depois de algum tempo em viagens e uma bem-sucedida turnê de palestras na Noruega e na Suécia, Bang se estabeleceu em Copenhague e produziu uma série de romances e coletâneas de contos que o colocaram na linha de frente dos romancistas escandinavos. Entre suas histórias mais famosas estão "Fædra" (1883) e "Tine" ("Tina", 1889).
Esta última ganhou para seu autor a amizade de Henrik Ibsen e a admiração entusiasta de Jonas Lie. Entre suas outras obras estão Det hvide Hus (A Casa Branca, 1898), Excentriske Noveller (Histórias Excêntricas, 1885), Stille Eksistenser (Existências Silenciosas, 1886), Liv og Død (Vida e Morte, 1899), Englen Michael (O Anjo Miguel, 1902), um volume de poemas (1889) e lembranças, Ti Aar (Dez Anos, 1891).